# Полуночный ковбой (роман)
«Полуночный ковбой» (англ. Midnight Cowboy) — изданный в 1965 году роман Джеймса Лео Херлихая, который описывает путешествие техасца Джо Бака в Нью-Йорк, где он мечтает стать жиголо и обслуживать богатых женщин.

## Экранизация
По мотивам романа был снят одноимённый фильм, главные роли в котором исполнили Джон Войт и Дастин Хоффман, а режиссёром выступил Джон Шлезингер. Картина была удостоена ряда наград, в том числе премии «Оскар» за лучший фильм.